# فورودسین
فورودسین (به انگلیسی: Forodesine) با فرمول شیمیایی C۱۱H۱۴N۴O۴ یک ترکیب شیمیایی با شناسه پاب‌کم ۴۴۴۴۹۹ است. که جرم مولی آن ۲۶۶٫۲۵ g/mol می‌باشد. 